# Xã Wright, Quận Dickey, Bắc Dakota
Xã Wright (tiếng Anh: Wright Township) là một xã thuộc quận Dickey, tiểu bang Bắc Dakota, Hoa Kỳ. Năm 2010, dân số của xã này là 50 người.